# Gare de Kemijärvi
La gare de Kemijärvi (en finnois : Kemijärven rautatieasema)  est une gare ferroviaire finlandaise  située à Kemijärvi en Finlande.

## Histoire
En 2008, la gare a accueilli  30 000 voyageurs.